# Chiyonofuji Mitsugu
Chiyonofuji Mitsugu (japanisch 千代の富士 貢; * 1. Juni 1955 in Fukushima, Hokkaidō als Akimoto Mitsugu (秋元 貢); † 31. Juli 2016 in Tokio) war ein japanischer Sumōringer und der 58. Yokozuna in der Geschichte dieser Sportart. Wie Taihō und Kitanoumi galt auch Chiyonofuji als einer der großen Sumōringer aus Hokkaido.
Der Sohn eines Fischers begann seine Karriere im Jahr 1970 und stieg rasch auf (1974 Jūryō, 1975 Makuuchi), obwohl er sich bereits zu Anfang eine langwierige Schulterverletzung zugezogen hatte, die ihm noch über Jahre zu schaffen machte, ihn aber nicht daran hinderte, seine Kämpfe oft durch Wurftechniken zu entscheiden (Uwatenage, siehe Liste der Techniken im Sumō). 1981 zahlte sich seine Hartnäckigkeit jedoch aus, als er innerhalb weniger Monate zuerst zum Ōzeki und dann endlich zum Yokozuna befördert wurde. Danach blieb er zehn Jahre lang einer der bestimmenden Athleten des Sumō, bis er 1991 in einem für aktive Sumōtori außergewöhnlich hohen Alter von 36 Jahren seinen Rücktritt bekannt gab. 1988 blieb er gar 53 Kämpfe in Folge ungeschlagen und stellte damit die seit Futabayamas 1936 beginnender Rekordfolge von 69 Siegen längste Serie auf, welche erst wieder 2010 durch Hakuhō überboten wurde.
Wegen seiner zur Schau getragenen Emotionslosigkeit und seines stechenden Blicks, mit dem er seine Gegner bedachte, nannte man Chiyonofuji den „Wolf“ – ein Name, mit dem später auch der Yokozuna Asashōryū bedacht wurde. Wie dieser war auch Chiyonofuji ein herausragender Techniker, wobei er mit 127 kg Kampfgewicht bei fast gleicher Körperlänge noch sehr viel leichter war. Dennoch gewann er insgesamt 1045 Kämpfe, davon 807 in der Makuuchi-Division. Neben Kaio und Hakuhō ist Chiyonofuji der einzige Rikishi, der mehr als 1000 Kämpfe gewinnen konnte. Bereits 1989 wurde er mit der nationalen Ehrenmedaille Japans ausgezeichnet, nachdem er 986 Siege verbucht hatte. Mit 31 Turniersiegen steht er hinter Hakuhō und Taihō auf dem dritten Platz der als Turniersieger erfolgreichsten Ringer.
Chiyonofuji schlug nach dem Ende seiner aktiven Laufbahn das Angebot des Sumōverbands aus, eine anteilsunabhängige Mitgliedschaft zu übernehmen, und zog es vor, einen regulären Anteil zu erwerben. Danach war er als Trainer erfolgreich: Als Kokonoe Mitsugu, wie er seit 1992 als Oyakata des Stalls Kokonoe-beya hieß, bildete er erfolgreiche Schüler wie Chiyotaikai und Chiyotenzan heran.
Chiyonofuji starb an Bauchspeicheldrüsenkrebs.

## Kampfstil
Trotz seines für Sumōringer eher unterdurchschnittlichen Gewichts verfügte Chiyonofuji über viel physische Kraft und hatte selbst gegen viel schwerere Gegner nur selten Probleme. Er gewann meist durch Techniken wie Yorikiri und Uwatenage, war aber auch in der Anwendung von Bein-, Hebe- und Ausweichtechniken meisterlich.